# Empor

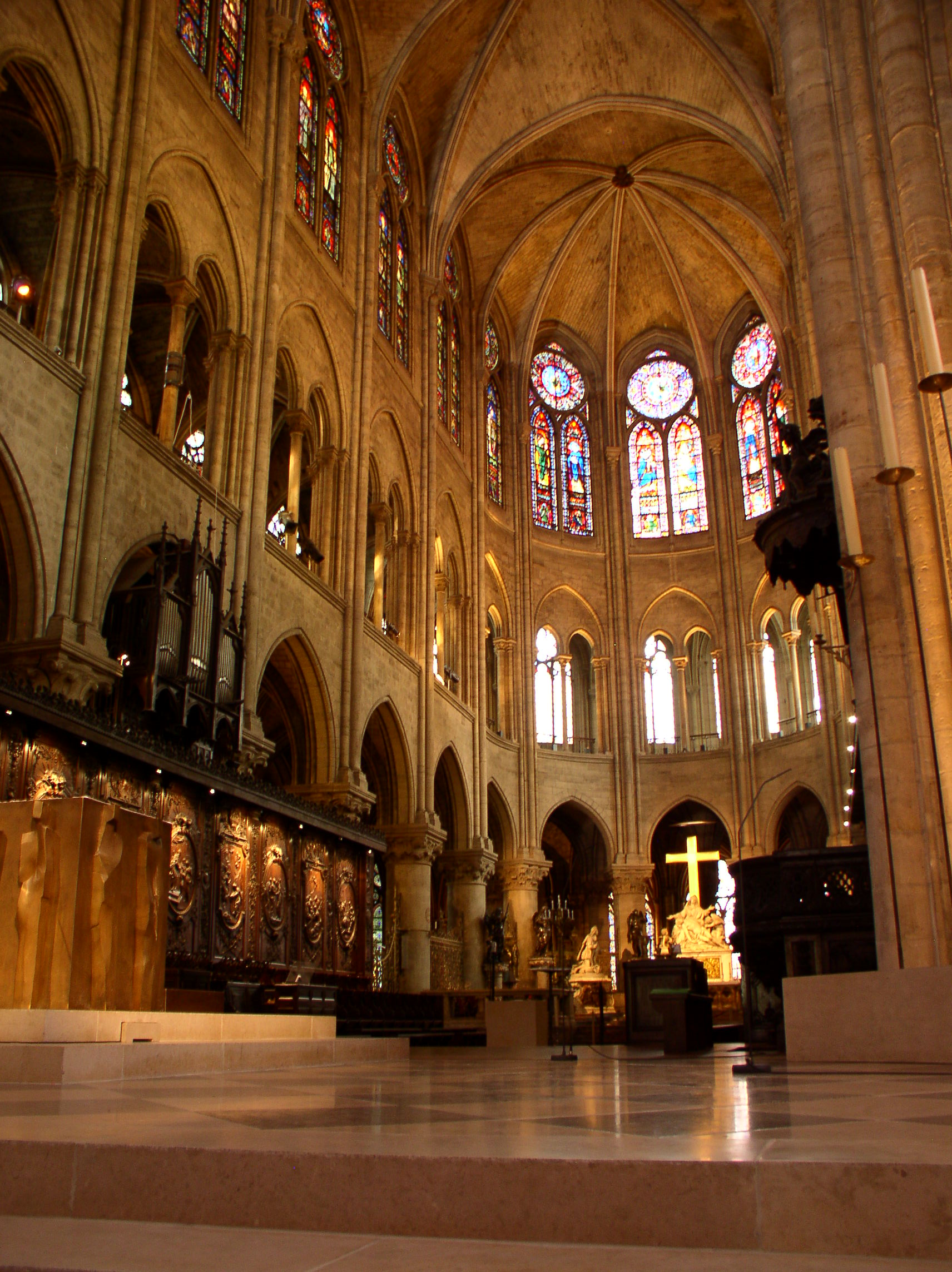
Emporvåning till vänster i Notre-Dame de Paris.

Empor är ett galleri som utgör övervåning av ett sidoskepp i bysantinsk och romansk, ibland även i gotisk kyrkoarkitektur. Emporer är byggda ovanför sidoskeppens valvtak, men under deras yttertak. De öppnar sig inåt mot kyrkans mittskepp genom bågställningar, det vill säga arkader vilka ibland är grupperade tre och tre och som genombryter mittskeppets övermurar under fönstren. 
Emporen är avsedd för delar av församlingen, till exempel kvinnor, ett hovfölje eller, i ett kloster, klostrets medlemmar.[källa behövs]